# 오류 (논리학)

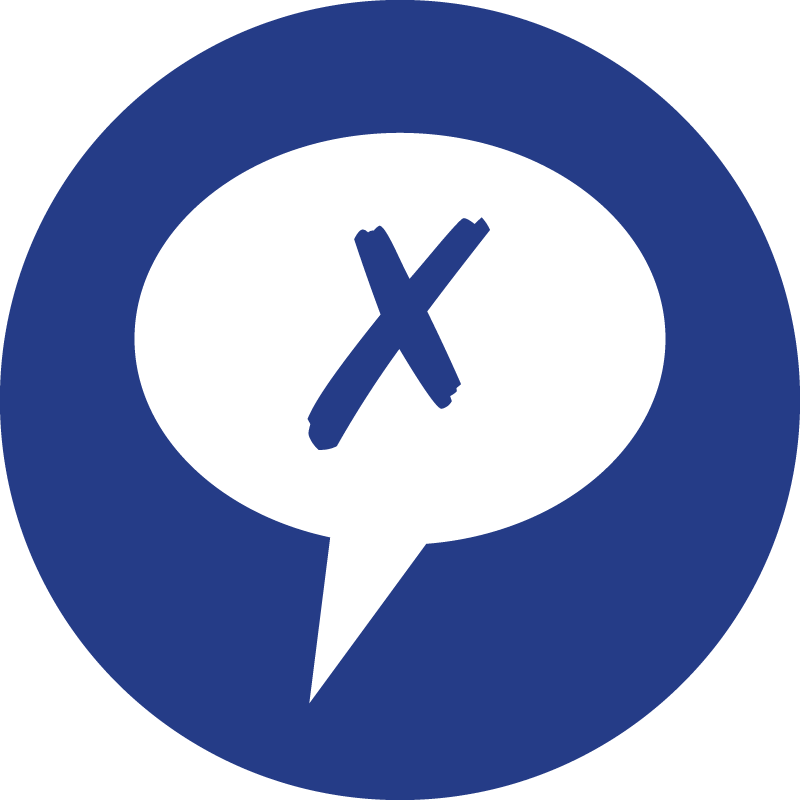

오류(誤謬, 영어: fallacy)는 논리학에서 일반적으로는 옳지 않은 추리를 가리키나, 특히 옳은 듯이 겉으로만 보이려는 옳지 않은 추론(推論)을 말한다. 논점 차이의 허위, 선결문제 요구의 허위 등 외에 언어가 애매한 허위(같은 글자이나 뜻이 다른 말로 속이는 것), 애매한 문장의 허위(문장 구조를 불완전하고 명확하지 못한 뜻으로 하여 추론을 속이는 것) 등 많이 있다.
그리고 위와 같은 의미를 지닌 팰러시(fallacy)를 오류(誤謬)로 번역하는 수도 있다. 즉, 오류(誤謬)의 일반적인 의미는 "틀린 것(error)"이지만, 허위(fallacy) 즉 논리적 오류와 같은 뜻으로 쓰이기도 한다.

## 형식적 오류
연역법 중 삼단논법의 간접 추론시 오류의 예
 모든 볼펜은 메모를 할 수 있는 필기구이다. (참)

 모든 빨간색 볼펜은 메모를 할 수 있는 필기구이다. (참)

따라서 빨간색 볼펜은 볼펜이다. (참)

진리값이 참이다. 그러나 여기서 P는 대개념, S는 소개념, M은 매개념의 추론의 형식에서,
 M은 P이다. (대전제) 

S는 M이다. (소전제) 

따라서 S는 M이다. (결론) 

결론이 'S는 P이다'라는 올바른 추론 형식이 아닌 경우로 '매개념 부주연의 오류'(fallacy of the undistributed middle)를 범했다.

## 비형식적 오류
- 언어적 오류 - 다의어해석 오류(애매어의 오류), 다의적으로 해석가능한 애매한 문장의 오류, 강조의 오류, 사용과 언급이 혼동되는 오류, 범주오류, 비유의 오류, 자기모순오류, 은밀한 재정의의 오류, 은밀하게 감춰진 한정어의 오류, 동일성추론 오류, 차이없는 구별의 오류 등
- 심리적 오류- 위협, 연민, 아첨, 성적쾌락, 웃음 등 감정에 호소하는 논증 오류 와 개인의 정황, 대중의 인기, 사적관계, 전통관습, 재력 등 부적합한 권위에 호소하는 논증 오류 그리고 원천봉쇄 오류(우물에 독뿌리기 오류) 및 자기합리화 오류 등등이 있다.
- 자료적 오류- 복합질문 오류, 흑백사고의 오류, 합성의 오류 및 분할의 오류 논증, 우연의오류, 무지에 의거한 논증 오류, 논점일탈 오류, 발생학적 오류, 의도확대 오류, 거짓 딜레마의 오류, 순환논리의 오류, 허수아비 오류 등 부당가정 오류의 맥락을 가지고 있다.
- 귀납법적 오류 - 성급한 일반화 오류(역이 우연의 오류인 오류), 미끄러운 경사(비약적 결론에따른 거짓원인)의 오류, 약한 유비(類比)의 오류, 도박사의 오류와 같이 귀납법적 오류는 귀납법의 취약한 부분인 인과관계에 있어서 인과관계가 아예 없거나 인과관계가 취약한 경우이다.

## 같이 보기
- 논리 오류
- 오류 목록

## 참고 자료
- 이 문서에는 다음커뮤니케이션(현 카카오)에서 GFDL 또는 CC-SA 라이선스로 배포한 글로벌 세계대백과사전의 내용을 기초로 작성된 글이 포함되어 있습니다.
- [참고] Undistributed Middle: 100 of the Most Important Fallacies in Western Philosophy, October 2018,DOI:10.1002/9781119165811.ch7, In book: Bad Arguments (pp.63-65)
- [참고](Bad Arguments: 100 of the Most Important Fallacies in Western Philosophy ,Chapter 7, Undistributed Middle Charlene Elsby, Book Editor(s):Robert Arp, Steven Barbone, Michael Bruce, First published: 09 May 2018) https://doi.org/10.1002/9781119165811.ch7
- [참고]KMOOC ,논리와 사고- 가톨릭관동대학교 보관됨 2022-08-08 - 웨이백 머신
- [참고](philosophy.lander.edu - Syllogistic Fallacy 2:The Fallacy of the Undistributed Middle Term )(https://philosophy.lander.edu/logic/middle_fall.html